# طاليان
طاليان هي قرية في مقاطعة ساوجبلاغ، إيران. يقدر عدد سكانها بـ 212 نسمة بحسب إحصاء 2016.